# Terranova (Enigma)
Terranova è il quinto album in studio del rapper italiano Enigma, pubblicato il 29 giugno 2018 dalla Artist First.

## Descrizione
Anticipato dalla pubblicazione dei singoli Eremita e Golgotha, usciti tra aprile e giugno, l'album è uscito a sorpresa nella notte tra il 28 e il 29 giugno. Terranova è composto da nove tracce realizzate a sei mani con i rapper olbiesi Noia e Quint Mille,  presso il K Studio del beatmaker Kaizèn che oltre ad avere prodotto parte delle strumentali del disco si è occupato anche del montaggio, del missaggio e del mastering. Nei brani dove sono presenti Noia e Quint Mille En?gma non rappa.

## Tracce
Testi di Francesco Marcello Scano, eccetto dove indicato.
1. Golgotha – 2:09
2. Ad Maiora – 2:18 (testo: Andrea Pisano)
3. L'ultima bossa – 2:57
4. Mina Curtis – 2:02 (testo: Quint Mille)
5. Terranova – 2:59
6. Silenzio a ore – 2:03 (testo: Andrea Pisano)
7. No Bueno (feat. DJ Sputo) – 2:42
8. Oozaru – 1:37 (testo: Quint Mille)
9. Eremita – 2:51

## Formazione
Musicisti
- Enigma – voce, arrangiamento
- Noia – voce aggiuntiva (tracce 2 e 4)
- Quint Mille – voce aggiuntiva (tracce 6 e 8)
- DJ Sputo – scratch (traccia 7)
- Kaizén – campionatore, mastering, missaggio, arrangiamento, montaggio

Produzione
- Kaizén – produzione (tracce 1 e 5)
- Noia – produzione (tracce 2, 4, 6 e 8)
- Dr. Wesh – produzione (traccia 3)
- Sick Boy Simon & Smokhash HK – produzione (traccia 7)
- R-Most – produzione (traccia 9)